# Ricky Lallawmawma
Ricky Lallawmawma (sinh ngày 9 tháng 9 năm 1991) là một cầu thủ bóng đá người Ấn Độ thi đấu ở vị trí hậu vệ cho Aizawl in the .

## Sự nghiệp
Sinh ra ở Mizoram, Lallawmawma bắt đầu sự nghiệp với Aizawl nơi anh được làm đội trưởng. Sau đó anh chuyển đến kình địch địa phương, Chanmari năm 2014. Sau đó anh lại chuyển đến Zo United của Mizoram Premier League năm 2015. Sau đó anh trở lại Aizawl sau khi họ đội bóng thăng hạng I-League.
Lallawmawma ra mắt cho Aizawl tại I-League ngày 9 tháng 1 năm 2016 trước đương kim vô địch, Mohun Bagan. Anh vào sân từ phút 37 và Aizawl thất bại 3–1.
Ngày 23 tháng 12 năm 2016 anh ký hợp đồng với DSK Shivajians F.C. thi đấu I-League 2017.

## Thống kê I-League
Tính đến 12 tháng 3 năm 2016
| Câu lạc bộ          | Mùa giải            | Giải vô địch        | Giải vô địch | Giải vô địch | Cúp Liên đoàn | Cúp Liên đoàn | Cúp Quốc gia | Cúp Quốc gia | Quốc tế | Quốc tế   | Tổng    | Tổng      |
| Câu lạc bộ          | Mùa giải            | Hạng đấu            | Số trận      | Bàn thắng    | Số trận       | Bàn thắng     | Số trận      | Bàn thắng    | Số trận | Bàn thắng | Số trận | Bàn thắng |
| ------------------- | ------------------- | ------------------- | ------------ | ------------ | ------------- | ------------- | ------------ | ------------ | ------- | --------- | ------- | --------- |
| Aizawl              | 2015–16             | I-League            | 11           | 0            | —             | —             | 0            | 0            | —       | —         | 11      | 0         |
| Tổng cộng sự nghiệp | Tổng cộng sự nghiệp | Tổng cộng sự nghiệp | 11           | 0            | 0             | 0             | 0            | 0            | 0       | 0         | 11      | 0         |